# Supersport-Weltmeisterschaft 2019

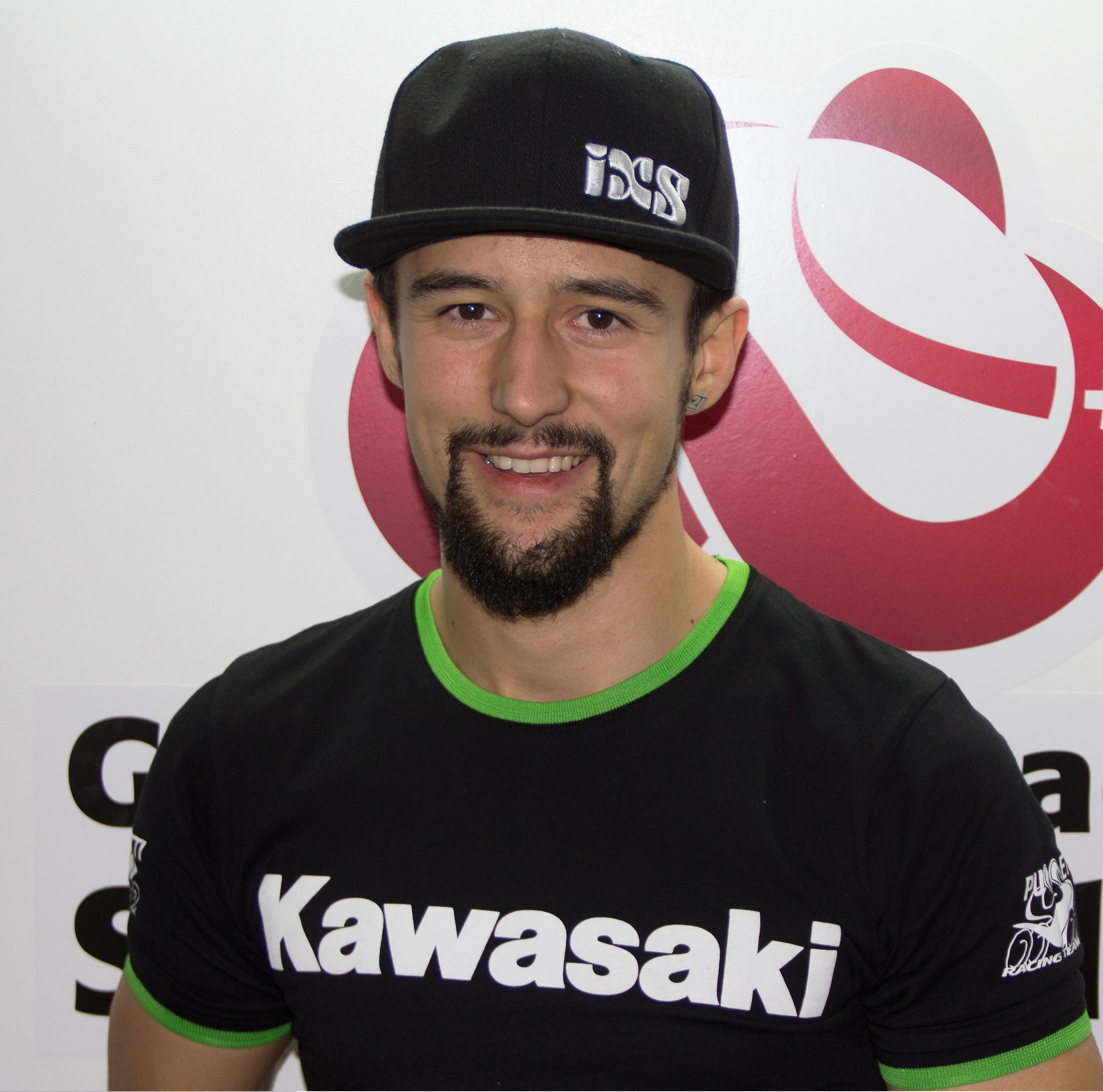
Supersport-Weltmeister 2019: Randy Krummenacher (hier 2016)

Die Supersport-WM-Saison 2019 war die 21. in der Geschichte der FIM-Supersport-Weltmeisterschaft. Es wurden 12 Rennen ausgetragen.

## Punkteverteilung
Weltmeister wird derjenige Fahrer beziehungsweise der Hersteller, der bis zum Saisonende die meisten Punkte in der Weltmeisterschaft angesammelt hat. Bei der Punkteverteilung werden die Platzierungen im Gesamtergebnis des jeweiligen Rennens berücksichtigt. Die fünfzehn erstplatzierten Fahrer jedes Rennens erhalten Punkte nach folgendem Schema:
| Punkteverteilung | Punkteverteilung | Punkteverteilung | Punkteverteilung | Punkteverteilung | Punkteverteilung | Punkteverteilung | Punkteverteilung | Punkteverteilung | Punkteverteilung | Punkteverteilung | Punkteverteilung | Punkteverteilung | Punkteverteilung | Punkteverteilung | Punkteverteilung |
| ---------------- | ---------------- | ---------------- | ---------------- | ---------------- | ---------------- | ---------------- | ---------------- | ---------------- | ---------------- | ---------------- | ---------------- | ---------------- | ---------------- | ---------------- | ---------------- |
| Platz            | 1                | 2                | 3                | 4                | 5                | 6                | 7                | 8                | 9                | 10               | 11               | 12               | 13               | 14               | 15               |
| Punkte           | 25               | 20               | 16               | 13               | 11               | 10               | 9                | 8                | 7                | 6                | 5                | 4                | 3                | 2                | 1                |

In die Wertung kamen alle erzielten Resultate.

## Wissenswertes
- Alle Piloten traten auf Pirelli-Einheitsreifen an.

## Rennkalender
|    | Datum         | Land           | Strecke                               | Streckenlayout |
| -- | ------------- | -------------- | ------------------------------------- | -------------- |
| 1  | 24. Februar   | Australien     | Phillip Island Circuit                |                |
| 2  | 17. März      | Thailand       | Chang International Circuit           |                |
| 3  | 7. April      | Spanien        | Motorland Aragón                      |                |
| 4  | 14. April     | Niederlande    | TT Circuit Assen                      |                |
| 5  | 12. Mai       | Italien        | Autodromo Enzo e Dino Ferrari         |                |
| 6  | 9. Juni       | Spanien        | Circuito de Jerez                     |                |
| 7  | 23. Juni      | Italien        | Misano World Circuit Marco Simoncelli |                |
| 8  | 7. Juli       | Großbritannien | Donington Park                        |                |
| 9  | 8. September  | Portugal       | Autódromo Internacional do Algarve    |                |
| 10 | 29. September | Frankreich     | Circuit de Nevers Magny-Cours         |                |
| 11 | 13. Oktober   | Argentinien    | Circuito San Juan Villicum            |                |
| 12 | 26. Oktober   | Katar          | Losail International Circuit          |                |

## Rennergebnisse
| Nr. | Datum  | Rennen         | Strecke        | Pole-Position       | Platz 1             | Platz 2             | Platz 3             | Schn. Rennrunde     | Gesamtführender Fahrer | Gesamtführender Konstrukteur |
| --- | ------ | -------------- | -------------- | ------------------- | ------------------- | ------------------- | ------------------- | ------------------- | ---------------------- | ---------------------------- |
| 1   | 24.02. | Australien     | Phillip Island | Federico Caricasulo | Randy Krummenacher  | Jules Cluzel        | Federico Caricasulo | Randy Krummenacher  | Randy Krummenacher     | Yamaha                       |
| 2   | 17.03. | Thailand       | Chang          | Jules Cluzel        | Jules Cluzel        | Randy Krummenacher  | Federico Caricasulo | Randy Krummenacher  | Randy Krummenacher     | Yamaha                       |
| 3   | 07.04. | Spanien        | Aragón         | Thomas Gradinger    | Randy Krummenacher  | Raffaele De Rosa    | Federico Caricasulo | Raffaele De Rosa    | Randy Krummenacher     | Yamaha                       |
| 4   | 14.04. | Niederlande    | Assen          | Randy Krummenacher  | Federico Caricasulo | Randy Krummenacher  | Thomas Gradinger    | Lucas Mahias        | Randy Krummenacher     | Yamaha                       |
| 5   | 12.05. | Italien        | Imola          | Randy Krummenacher  | Randy Krummenacher  | Federico Caricasulo | Raffaele De Rosa    | Randy Krummenacher  | Randy Krummenacher     | Yamaha                       |
| 6   | 09.06. | Spanien        | Jerez          | Randy Krummenacher  | Federico Caricasulo | Randy Krummenacher  | Jules Cluzel        | Federico Caricasulo | Randy Krummenacher     | Yamaha                       |
| 7   | 23.06. | Italien        | Misano         | Lucas Mahias        | Randy Krummenacher  | Federico Caricasulo | Lucas Mahias        | Federico Caricasulo | Randy Krummenacher     | Yamaha                       |
| 8   | 07.07. | Großbritannien | Donington      | Federico Caricasulo | Jules Cluzel        | Federico Caricasulo | Lucas Mahias        | Federico Caricasulo | Randy Krummenacher     | Yamaha                       |
| 9   | 08.09. | Portugal       | Portimão       | Federico Caricasulo | Federico Caricasulo | Randy Krummenacher  | Lucas Mahias        | Randy Krummenacher  | Randy Krummenacher     | Yamaha                       |
| 10  | 29.09. | Frankreich     | Magny-Cours    | Kyle Smith          | Lucas Mahias        | Isaac Viñales       | Ayrton Badovini     | Isaac Viñales       | Randy Krummenacher     | Yamaha                       |
| 11  | 13.10. | Argentinien    | San Juan       | Corentin Perolari   | Jules Cluzel        | Lucas Mahias        | Isaac Viñales       | Lucas Mahias        | Randy Krummenacher     | Yamaha                       |
| 12  | 26.10. | Katar          | Katar          | Federico Caricasulo | Lucas Mahias        | Jules Cluzel        | Isaac Viñales       | Lucas Mahias        | Randy Krummenacher     | Yamaha                       |

## Teams und Fahrer
| Team                                  | Hersteller                       | Motorrad                         | Nr.                              | Fahrer                           | Läufe                            |
| FIM Supersport-Weltmeisterschaft      | FIM Supersport-Weltmeisterschaft | FIM Supersport-Weltmeisterschaft | FIM Supersport-Weltmeisterschaft | FIM Supersport-Weltmeisterschaft | FIM Supersport-Weltmeisterschaft |
| ------------------------------------- | -------------------------------- | -------------------------------- | -------------------------------- | -------------------------------- | -------------------------------- |
| Appleyard Macadam Integro             | Yamaha                           | Yamaha YZF-R 6                   | 2                                | Brad Jones                       | 8                                |
| Appleyard Macadam Integro             | Yamaha                           | Yamaha YZF-R 6                   | 14                               | Jack Kennedy                     | 8                                |
| Team Tóth Team Tóth by Willirace      | Yamaha                           | Yamaha YZF-R 6                   | 2                                | Brad Jones                       | 12                               |
| Team Tóth Team Tóth by Willirace      | Yamaha                           | Yamaha YZF-R 6                   | 15                               | Alfonso Coppola                  | 11                               |
| Team Tóth Team Tóth by Willirace      | Yamaha                           | Yamaha YZF-R 6                   | 40                               | Alen Györfi                      | 6–9                              |
| Team Tóth Team Tóth by Willirace      | Yamaha                           | Yamaha YZF-R 6                   | 61                               | Gabriele Ruiu                    | 5, 10                            |
| Team Tóth Team Tóth by Willirace      | Yamaha                           | Yamaha YZF-R 6                   | 80                               | Héctor Barberá                   | 1–3                              |
| MV Agusta Reparto Corse               | MV Agusta                        | MV Agusta F3                     | 3                                | Raffaele De Rosa                 | alle                             |
| MV Agusta Reparto Corse               | MV Agusta                        | MV Agusta F3                     | 20                               | Filippo Fuligni                  | 11–12                            |
| MV Agusta Reparto Corse               | MV Agusta                        | MV Agusta F3                     | 22                               | Federico Fuligni                 | 1–10                             |
| GEMAR – Ciociaria Corse WorldSSP Team | Honda                            | Honda CBR 600 RR                 | 4                                | Christian Stange                 | 2–12                             |
| GEMAR – Ciociaria Corse WorldSSP Team | Honda                            | Honda CBR 600 RR                 | 15                               | Alfonso Coppola                  | 1–5                              |
| GEMAR – Ciociaria Corse WorldSSP Team | Honda                            | Honda CBR 600 RR                 | 53                               | Gianluca Sconza                  | 6–12                             |
| GEMAR – Ciociaria Corse WorldSSP Team | Honda                            | Honda CBR 600 RR                 | 61                               | Gabriele Ruiu                    | 1                                |
| MS Racing                             | Yamaha                           | Yamaha YZF-R 6                   | 6                                | María Herrera                    | 1–7                              |
| MS Racing                             | Yamaha                           | Yamaha YZF-R 6                   | 31                               | Daniel Valle                     | 9–12                             |
| MS Racing                             | Yamaha                           | Yamaha YZF-R 6                   | 66                               | Álex Toledo                      | 8                                |
| Kallio Racing                         | Yamaha                           | Yamaha YZF-R 6                   | 6                                | María Herrera                    | 9                                |
| Kallio Racing                         | Yamaha                           | Yamaha YZF-R 6                   | 32                               | Isaac Viñales                    | alle                             |
| Kallio Racing                         | Yamaha                           | Yamaha YZF-R 6                   | 36                               | Thomas Gradinger                 | 1–8, 10–12                       |
| Kallio Racing                         | Yamaha                           | Yamaha YZF-R 6                   | 84                               | Loris Cresson                    | alle                             |
| Landbridge Transport Yamaha           | Yamaha                           | Yamaha YZF-R 6                   | 7                                | Tom Toparis                      | 1                                |
| GMT94 Yamaha                          | Yamaha                           | Yamaha YZF-R 6                   | 9                                | Maximilien Bau                   | 10                               |
| GMT94 Yamaha                          | Yamaha                           | Yamaha YZF-R 6                   | 16                               | Jules Cluzel                     | alle                             |
| GMT94 Yamaha                          | Yamaha                           | Yamaha YZF-R 6                   | 94                               | Corentin Perolari                | alle                             |
| Orelac Racing VerdNatura              | Kawasaki                         | Kawasaki ZX-6 R                  | 10                               | Nacho Calero                     | alle                             |
| Team Pedercini Racing                 | Kawasaki                         | Kawasaki ZX-6 R                  | 11                               | Kyle Smith                       | 11–12                            |
| Team Pedercini Racing                 | Kawasaki                         | Kawasaki ZX-6 R                  | 86                               | Ayrton Badovini                  | alle                             |
| SGM Tecnic                            | Yamaha                           | Yamaha YZF-R 6                   | 12                               | Luca Ottaviani                   | 5, 7                             |
| Team GREEN SPEED                      | Kawasaki                         | Kawasaki ZX-6 R                  | 13                               | Roberto Rolfo                    | 7                                |
| Team Rosso e Nero                     | Yamaha                           | Yamaha YZF-R 6                   | 20                               | Filippo Fuligni                  | 7                                |
| Team Rosso e Nero                     | Yamaha                           | Yamaha YZF-R 6                   | 33                               | Kevin Manfredi                   | 7                                |
| BARDAHL Evan Bros. WorldSSP Team      | Yamaha                           | Yamaha YZF-R 6                   | 21                               | Randy Krummenacher               | alle                             |
| BARDAHL Evan Bros. WorldSSP Team      | Yamaha                           | Yamaha YZF-R 6                   | 27                               | Mattia Casadei                   | 7                                |
| BARDAHL Evan Bros. WorldSSP Team      | Yamaha                           | Yamaha YZF-R 6                   | 64                               | Federico Caricasulo              | alle                             |
| EMPERADOR Racing Team                 | Yamaha                           | Yamaha YZF-R 6                   | 23                               | Loïc Arbel                       | 6                                |
| EMPERADOR Racing Team                 | Yamaha                           | Yamaha YZF-R 6                   | 39                               | Borja Quero                      | 6                                |
| Go4Racing                             | Yamaha                           | Yamaha YZF-R 6                   | 24                               | Arne De Wintere                  | 4                                |
| Hobelsberger Racing                   | Yamaha                           | Yamaha YZF-R 6                   | 26                               | Patrick Hobelsberger             | 7                                |
| QMMF Racing Team                      | Yamaha                           | Yamaha YZF-R 6                   | 29                               | Saeed Al Sulaiti                 | 12                               |
| EAB Racing Team                       | Kawasaki                         | Kawasaki ZX-6 R                  | 30                               | Glenn van Straalen               | alle                             |
| MPM WILSport Racedays                 | Honda                            | Honda CBR 600 RR                 | 38                               | Hannes Soomer                    | 1–8, 10–12                       |
| MPM WILSport Racedays                 | Honda                            | Honda CBR 600 RR                 | 61                               | Gabriele Ruiu                    | 9                                |
| MPM WILSport Racedays                 | Honda                            | Honda CBR 600 RR                 | 74                               | Jaimie van Sikkelerus            | alle                             |
| Rubin Racing Team                     | Yamaha                           | Yamaha YZF-R 6                   | 43                               | Daniel Rubin                     | 4                                |
| Kawasaki Puccetti Racing              | Kawasaki                         | Kawasaki ZX-6 R                  | 44                               | Lucas Mahias                     | alle                             |
| Kawasaki Puccetti Racing              | Kawasaki                         | Kawasaki ZX-6 R                  | 78                               | Hikari Okubo                     | alle                             |
| YAMAHA PTT Lubricants TANN Racing     | Yamaha                           | Yamaha YZF-R 6                   | 46                               | Ratchada Nakcharoensri           | 2                                |
| Team Hartog – Against Cancer          | Kawasaki                         | Kawasaki ZX-6 R                  | 47                               | Rob Hartog                       | alle                             |
| Altogoo Racing Team                   | Yamaha                           | Yamaha YZF-R 6                   | 48                               | Xavier Navand                    | 10                               |
| Team Rosso Corsa                      | Yamaha                           | Yamaha YZF-R 6                   | 55                               | Massimo Roccoli                  | 5, 7                             |
| CIA Landlord Insurance Honda          | Honda                            | Honda CBR 600 RR                 | 56                               | Péter Sebestyén                  | alle                             |
| CIA Landlord Insurance Honda          | Honda                            | Honda CBR 600 RR                 | 95                               | Jules Danilo                     | alle                             |
| GOMMA Racing                          | Yamaha                           | Yamaha YZF-R 6                   | 60                               | Lorenzo Gabellini                | 7                                |
| Team MHP Racing–Patrick Pons          | Yamaha                           | Yamaha YZF-R 6                   | 69                               | Guillaume Pot                    | 10                               |
| H43 Team Nobby Talasur–Blumaq         | Yamaha                           | Yamaha YZF-R 6                   | 71                               | Miquel Pons                      | 9                                |
| Team SWPN                             | Yamaha                           | Yamaha YZF-R 6                   | 77                               | Wayne Tessels                    | 4                                |
| FIM Europe Supersport Cup             |                                  |                                  |                                  |                                  |                                  |
| Team Pedercini Racing                 | Kawasaki                         | Kawasaki ZX-6 R                  | 11                               | Kyle Smith                       | 3–10                             |
| DK Motorsport                         | Yamaha                           | Yamaha YZF-R 6                   | 34                               | Fabio Massei                     | 5                                |
| DK Motorsport                         | Yamaha                           | Yamaha YZF-R 6                   | 48                               | Xavier Navand                    | 3–4                              |
| DK Motorsport                         | Yamaha                           | Yamaha YZF-R 6                   | 65                               | Michael Canducci                 | 6–7, 9                           |
| Flembbo Leader Team                   | Kawasaki                         | Kawasaki ZX-6 R                  | 67                               | Gaëtan Matern                    | 3–6, 8–10                        |
| Flembbo Leader Team                   | Kawasaki                         | Kawasaki ZX-6 R                  | 76                               | Alex Bernardi                    | 7                                |

| Legende         |
| --------------- |
| Stammfahrer     |
| Wildcard-Fahrer |
| Ersatzfahrer    |

## Fahrerwertung
| Rang      | Fahrer                 | Motorrad  | Australien | Thailand | Spanien | Niederlande | Italien | Spanien | Italien | Vereinigtes Konigreich | Portugal | Frankreich | Argentinien | Katar | Gesamt- Punkte |
| --------- | ---------------------- | --------- | ---------- | -------- | ------- | ----------- | ------- | ------- | ------- | ---------------------- | -------- | ---------- | ----------- | ----- | -------------- |
| 1         | Randy Krummenacher     | Yamaha    | 1          | 2        | 1       | 2           | 1       | 2       | 1       | 4                      | 2        | Ret        | 7           | 5     | 213            |
| 2         | Federico Caricasulo    | Yamaha    | 3          | 3        | 3       | 1           | 2       | 1       | 2       | 2                      | 1        | Ret        | 5           | 4     | 207            |
| 3         | Jules Cluzel           | Yamaha    | 2          | 1        | 5       | 4           | 7       | 3       | 4       | 1                      | 4        | 6          | 1           | 2     | 200            |
| 4         | Lucas Mahias           | Kawasaki  | 12         | 8        | 7       | 5           | 8       | 6       | 3       | 3                      | 3        | 1          | 2           | 1     | 168            |
| 5         | Hikari Okubo           | Kawasaki  | 6          | 6        | 8       | 7           | 4       | 7       | 5       | 13                     | 7        | 5          | 12          | 8     | 105            |
| 6         | Raffaele De Rosa       | MV Agusta | 18         | 5        | 2       | Ret         | 3       | 5       | Ret     | 5                      | Ret      | 4          | 6           | 7     | 101            |
| 7         | Isaac Viñales          | Yamaha    | Ret        | 4        | 10      | 8           | 6       | 8       | 27      | 22                     | Ret      | 2          | 3           | 3     | 97             |
| 8         | Corentin Perolari      | Yamaha    | 7          | 11       | 6       | 6           | DNS     | 9       | Ret     | 8                      | 6        | 7          | 4           | 6     | 91             |
| 9         | Thomas Gradinger       | Yamaha    | 5          | Ret      | 4       | 3           | Ret     | 4       | 9       | 6                      |          | 8          | 8           | 12    | 90             |
| 10        | Ayrton Badovini        | Kawasaki  | 15         | Ret      | Ret     | 11          | 5       | 13      | Ret     | 10                     | 5        | 3          | 10          | 10    | 65             |
| 11        | Péter Sebestyén        | Honda     | 8          | 12       | 11      | 12          | 10      | 10      | 16      | 11                     | 11       | 10         | 11          | 11    | 59             |
| 12        | Loris Cresson          | Yamaha    | 10         | 9        | 14      | 13          | 12      | 12      | 13      | Ret                    | 9        | 13         | 14          | DNS   | 41             |
| 13        | Jules Danilo           | Honda     | 9          | Ret      | 12      | 10          | 11      | Ret     | 14      | 21                     | 8        | 12         | 16          | 13    | 39             |
| 14        | Hannes Soomer          | Honda     | Ret        | 10       | 17      | Ret         | 9       | 11      | 7       | 15                     |          | 11         | 15          | 14    | 36             |
| 15        | Kyle Smith             | Kawasaki  |            |          | 9       | Ret         | 13      | Ret     | 19      | Ret                    | Ret      | 9          | 9           | 9     | 31             |
| 16        | Héctor Barberá         | Yamaha    | 4          | 7        | DNS     |             |         |         |         |                        |          |            |             |       | 22             |
| 17        | Federico Fuligni       | MV Agusta | Ret        | Ret      | 13      | 15          | 14      | Ret     | 11      | 18                     | 14       | Ret        |             |       | 13             |
| 18        | Lorenzo Gabellini      | Yamaha    |            |          |         |             |         |         | 6       |                        |          |            |             |       | 10             |
| 19        | Glenn van Straalen     | Kawasaki  | 14         | 16       | 16      | 9           | Ret     | NC      | 20      | 16                     | 16       | Ret        | 18          | 15    | 10             |
| 20        | Jack Kennedy           | Yamaha    |            |          |         |             |         |         |         | 7                      |          |            |             |       | 9              |
| 21        | Rob Hartog             | Kawasaki  | DNS        | 14       | DNS     | 14          | 16      | 15      | 18      | 12                     | 18       | Ret        | 21          | 19    | 9              |
| 22        | Jaimie van Sikkelerus  | Honda     | 13         | 13       | Ret     | 17          | 17      | 18      | Ret     | 14                     | 15       | 18         | 17          | Ret   | 9              |
| 23        | Kevin Manfredi         | Yamaha    |            |          |         |             |         |         | 8       |                        |          |            |             |       | 8              |
| 24        | Brad Jones             | Yamaha    |            |          |         |             |         |         |         | 9                      |          |            |             | 16    | 7              |
| 25        | Miquel Pons            | Yamaha    |            |          |         |             |         |         |         |                        | 10       |            |             |       | 6              |
| 26        | Massimo Roccoli        | Yamaha    |            |          |         |             | NC      |         | 10      |                        |          |            |             |       | 6              |
| 27        | Tom Toparis            | Yamaha    | 11         |          |         |             |         |         |         |                        |          |            |             |       | 5              |
| 28        | Christian Stange       | Honda     |            | Ret      | 18      | 18          | DNS     | 16      | 21      | 17                     | Ret      | 14         | 13          | 22    | 5              |
| 29        | María Herrera          | Yamaha    | 16         | 15       | 15      | 19          | 15      | 14      | DSQ     |                        | Ret      |            |             |       | 5              |
| 30        | Gabriele Ruiu          | Honda     | Ret        |          |         |             |         |         |         |                        | 12       |            |             |       | 4              |
| 30        | Gabriele Ruiu          | Yamaha    |            |          |         |             | Ret     |         |         |                        |          | Ret        |             |       | 4              |
| 31        | Luca Ottaviani         | Yamaha    |            |          |         |             | 18      |         | 12      |                        |          |            |             |       | 4              |
| 32        | Daniel Valle           | Yamaha    |            |          |         |             |         |         |         |                        | 13       | 16         | 19          | 20    | 3              |
| 33        | Xavier Navand          | Yamaha    |            |          | Ret     | Ret         |         |         |         |                        |          | 15         |             |       | 1              |
| 34        | Mattia Casadei         | Yamaha    |            |          |         |             |         |         | 15      |                        |          |            |             |       | 1              |
|           | Wayne Tessels          | Yamaha    |            |          |         | 16          |         |         |         |                        |          |            |             |       | 0              |
|           | Nacho Calero           | Kawasaki  | 17         | 18       | Ret     | DNS         | 19      | 17      | 22      | 19                     | 17       | Ret        | DNQ         | 21    | 0              |
|           | Saeed Al Sulaiti       | Yamaha    |            |          |         |             |         |         |         |                        |          |            |             | 17    | 0              |
|           | Guillaume Pot          | Yamaha    |            |          |         |             |         |         |         |                        |          | 17         |             |       | 0              |
|           | Filippo Fuligni        | Yamaha    |            |          |         |             |         |         | 17      |                        |          |            |             |       | 0              |
| MV Agusta | Filippo Fuligni        |           |            |          |         |             |         |         |         |                        |          | 22         | DNS         |       | 0              |
|           | Alfonso Coppola        | Honda     | DNS        | 17       | 19      | 20          | Ret     |         |         |                        |          |            |             |       | 0              |
| Yamaha    | Alfonso Coppola        |           |            |          |         |             |         |         |         |                        |          | 20         |             |       | 0              |
|           | Michael Canducci       | Yamaha    |            |          |         |             |         | 19      | 25      |                        | 19       |            |             |       | 0              |
|           | Ratchada Nakcharoensri | Yamaha    |            | 19       |         |             |         |         |         |                        |          |            |             |       | 0              |
|           | Alen Györfi            | Yamaha    |            |          |         |             |         | Ret     | 26      | Ret                    | 20       |            |             |       | 0              |
|           | Álex Toledo            | Yamaha    |            |          |         |             |         |         |         | 20                     |          |            |             |       | 0              |
|           | Gianluca Sconza        | Honda     |            |          |         |             |         | 20      | Ret     | 23                     | DSQ      | DNQ        | 23          | 22    | 0              |
|           | Gaëtan Matern          | Kawasaki  |            |          | Ret     | DNQ         | DNQ     | Ret     |         | DNQ                    | 21       | DNQ        |             |       | 0              |
|           | Roberto Rolfo          | Kawasaki  |            |          |         |             |         |         | 23      |                        |          |            |             |       | 0              |
|           | Patrick Hobelsberger   | Yamaha    |            |          |         |             |         |         | 24      |                        |          |            |             |       | 0              |
|           | Maximilien Bau         | Yamaha    |            |          |         |             |         |         |         |                        |          | Ret        |             |       | 0              |
|           | Borja Quero            | Yamaha    |            |          |         |             |         | Ret     |         |                        |          |            |             |       | 0              |
|           | Loïc Arbel             | Yamaha    |            |          |         |             |         | Ret     |         |                        |          |            |             |       | 0              |
|           | Fabio Massei           | Yamaha    |            |          |         |             | Ret     |         |         |                        |          |            |             |       | 0              |
|           | Daniel Rubin           | Yamaha    |            |          |         | Ret         |         |         |         |                        |          |            |             |       | 0              |
|           | Alex Bernardi          | Kawasaki  |            |          |         |             |         |         | DNS     |                        |          |            |             |       | 0              |
|           | Arne De Wintere        | Yamaha    |            |          |         | DNS         |         |         |         |                        |          |            |             |       | 0              |
| Rang      | Fahrer                 | Motorrad  | Australien | Thailand | Spanien | Niederlande | Italien | Spanien | Italien | Vereinigtes Konigreich | Portugal | Frankreich | Argentinien | Katar | Gesamt- Punkte |

| Farbe         | Bedeutung                               |
| ------------- | --------------------------------------- |
| Gold          | Sieger                                  |
| Silber        | 2. Platz                                |
| Bronze        | 3. Platz                                |
| Grün          | Platzierung in den Punkten              |
| Blau          | Klassifiziert außerhalb der Punkteränge |
| Violett       | Rennen nicht beendet (DNF)              |
| Violett       | nicht klassifiziert (NC)                |
| Rot           | nicht qualifiziert (DNQ)                |
| Schwarz       | disqualifiziert (DSQ)                   |
| Weiß          | nicht am Start (DNS)                    |
| Weiß          | zurückgezogen (WD)                      |
| Weiß          | Rennen abgesagt (C)                     |
| ohne Farbe    | nicht am Training teilgenommen (DNP)    |
| ohne Farbe    | verletzt oder krank (INJ)               |
| ohne Farbe    | ausgeschlossen (EX)                     |
| ohne Farbe    | nicht erschienen (DNA)                  |
| fett          | Pole-Position                           |
| kursiv        | Schnellste Rennrunde                    |
| unterstrichen | WM-Führung                              |
| hochgestellt  | Platzierung im Sprintrennen             |

## Konstrukteurswertung
| Rang | Hersteller | Australien | Thailand | Spanien | Niederlande | Italien | Spanien | Italien | Vereinigtes Konigreich | Portugal | Frankreich | Argentinien | Katar | Gesamt- Punkte |
| ---- | ---------- | ---------- | -------- | ------- | ----------- | ------- | ------- | ------- | ---------------------- | -------- | ---------- | ----------- | ----- | -------------- |
| 1    | Yamaha     | 1          | 1        | 1       | 1           | 1       | 1       | 1       | 1                      | 1        | 2          | 1           | 2     | 290            |
| 2    | Kawasaki   | 6          | 6        | 7       | 5           | 4       | 6       | 3       | 3                      | 3        | 1          | 2           | 1     | 181            |
| 3    | MV Agusta  | 18         | 5        | 2       | 15          | 3       | 5       | 11      | 5                      | 14       | 4          | 6           | 7     | 109            |
| 4    | Honda      | 8          | 10       | 11      | 10          | 9       | 10      | 7       | 11                     | 8        | 10         | 11          | 11    | 76             |